# Wapen van Oudega (De Friese Meren)

Wapen van Oudega

Het wapen van Oudega is het dorpswapen van het Nederlandse dorp Oudega, in de Friese gemeente De Friese Meren. Het wapen werd in 1992 geregistreerd.

## Beschrijving
De blazoenering van het wapen luidt als volgt:
In azuur een tot de schildranden reikende ruit van goud, beladen met een burcht van keel, gedakt van azuur, met een geopende poort en twee vensters verlicht van het veld; de burcht ter weerszijden en van onderen vergezeld van een turf van sabel; in de rechterbovenhoek van het schild een lelie van goud.
De heraldische kleuren zijn: azuur (blauw), goud (goud), keel (rood) en sabel (zwart).

## Symboliek
- Blauw veld met gouden ruit: ontleend aan het wapen van het voormalige waterschap De Grote Noordwolderpolder. Oudega ligt middenin het gebied van dit waterschap. De kleur blauw duidt op de grote hoeveelheid water in de omgeving van het dorp. Het goud staat voor de zandgrond waar het dorp op gelegen is.[3]
- Rode burcht: verwijst naar de stins van Igo Galama te Oudega.[3]
- Fleur de lis: afkomstig van het wapen van de familie Galama.[3]
- Drie turven: duidt op de ligging van het dorp in een voormalig veengebied.[3]

Wapen van het voormalige waterschap De Grote Noordwolderpolder.
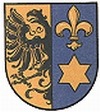
Wapen van de familie Galama.

## Zie ook

Vlag van Oudega